# Moukhammad Dandamaïev
Moukhammad Abdoulkadyrovitch Dandamaïev (en cyrillique: Мухаммад Абдулкадырович Дандамаев), né le 2 septembre 1928 au village d'Ountchoukatl (ru) (raïon des Laks) en République socialiste soviétique autonome du Daghestan (URSS) et mort le 28 août 2017, est un iranologue soviétique, d'ethnie Lak, devenu citoyen de la fédération de Russie, après la disparition de l'URSS. Spécialiste de l'Iran et de la Mésopotamie, il est membre-correspondant de l'Académie des sciences de Russie.

## Carrière
Il étudie de 1948 à 1952 à l'université pédagogique Pokrovski de Léningrad, à la suite de quoi, il travaille comme professeur d'histoire de 1952 à 1954 au Daghestan. Pendant les quatre années qui suivent, Dandamaïev est aspirant au doctorat tout en travaillant à l'institut d'histoire de l'Académie des sciences d'URSS, situé à Moscou. Il est engagé en 1959 à l'Institut des études orientales de Léningrad, qui dépend de l'Académie. Il passe sa thèse en 1959 et sa thèse de doctorat d'État en 1975. Il bénéficie de l'enseignement de professeurs prestigieux, tels que Vassili Abaïev (en) (1900-2001) (persan et langues iraniennes), Vassili Struve (1889-1965), Igor M. Diakonoff (en) (1915-1999) (assyriologie), ou encore les professeurs Vinnikov en sémitologie, A. Popov en littérature classique, ou bien Aristide Dovatur.
De 1967 à 1998 soit pendant trente-et-un ans, Dandamaïev dirige le département de l'Orient antique de la filiale léningradoise de l'Institut des études orientales. Il est nommé membre-correspondant de l'Académie des sciences de Russie en 1997. En outre, le professeur Dandamaïev est membre de plusieurs sociétés savantes et de rédactions de revues spécialisées. Il est l'auteur de onze livres et de plus de trois cent-cinquante publications, dont un certain nombre d'entre eux ont été traduits en anglais, pour les rendre accessibles aux universitaires anglophones.

## Distinctions
- Prix d'État d'URSS en 1987
- Prix de l'Académie des Inscriptions et des Belles-Lettres (France), en 1997
- Membre d'honneur de la Société américaine des orientalistes
- Membre-correspondant de l'Institut du Proche et du Moyen-Orient de Rome
- Membre de la Société des Antiquités classiques de Hongrie

## Quelques travaux
1. Месопотамия и Иран в VII—IV вв. до н. э.: Социальные институты и идеология [La Mésopotamie et l'Iran du VIIe au IVe siècle av. J.-C.: instituttions sociales et idéologie]. Saint-Pétersbourg, faculté de philologie et d'arts de l'université de Saint-Pétersbourg, 2009, 512 pages.
2. Подати и повинности на Древнем Востоке. Сборник статей [Les taxes et servitudes en nature dans l'Orient antique. Recueil d'articles]. Sous la responsabilité rédactionnelle de М. А. Dandamaïev. — Saint-Pétersbourg: «Петербургское Востоковедение» [L'Orientalisme pétersbourgeois], 1999. — 160 pages. (Collection «Orientalia»).
3. Политическая история Ахеменидской державы [Histoire politique de l'Empire achéménide]. Moscou: éd. «Наука» (Naouka, science), 1985 (traduit en anglais[3] en 1989).
4. Струве В. В. Избранные труды. Ономастика раннединастического Лагаша [V. V. Struve. Choix de textes. Onomastique du Lagach des débuts dynastiques]. Moscou 1984.
5. Вавилонские писцы [Les Scribes babyloniens]. Sous la responsabilité d'I. M. Diakonov, Moscou: éd. «Наука» (Naouka, Science), 1983.
6. Рабство в Вавилонии VII—IV вв. до н. э. (626—331 гг.) [L'Esclavage à Babylone du VIIe siècle au IVe siècle av. J.-C.) Moscou.: éd. «Наука», 1974 (traduit en américain en 2008).
7. L'Iran sous les premiers Achéménides au VIe siècle av. J.-C., traduit en persan en 1973 à Téhéran